# Juan Cabaspre
Juan Cabaspre fue un filólogo español de principios del siglo XVI, nacido en Mallorca, de cuya Escuela general fue profesor.
Fue también un gran propagador de las doctrinas de Raimundo Lulio y Fernando el Católico le otorgó su amistad. Escribió pocas obras y las ediciones de estas son raras.